# Calloporina sigillata
Calloporina sigillata är en mossdjursart som beskrevs av Ferdinand Canu och Ray Smith Bassler 1929. Calloporina sigillata ingår i släktet Calloporina och familjen Microporellidae. Inga underarter finns listade i Catalogue of Life.